# Variscit
Variscit je aluminijev fosfat dihirat s kemijsko formulo AlPO4•2H2O. Je relativno redek fosfatni mineral, ki se je v preteklosti zamenjaval s turkizom, čeprav je običajno bolj zelene barve. Zelena barva je posledica majhnih primesi kroma.

## Geologija
Variscit je sekundarni mineral, ki je nastal z reakcijo v vodi raztopljenih fosfatov z aluminijem v kamninah v okoljih blizu Zemljine površine. Pojavlja se v obliki finozrnatih mas in nodulov, skorje in kot polnilo votlin. Pogosto vsebuje bele žile kalcijevega aluminijevega fosfatnega  minerala krandalita.
Prvič je bil opisan leta 1837 in poimenovan po Varisciji, zgodovinskem imenu nemške pokrajine Vogtland. Nekaj časa se je imenoval utahlikt. V zadnjih letih je zaradi raznolikih barv postal priljubljen poldrag kamen za izdelavo nakita.
Variscit iz Nevade vsebuje značilno črno pajkovi mreži podobno tvorbo, zato se pogosto zamenjuje z zelenim turkizom. Večina variscita iz Nevade je iz rudnikov v Lander County. Druga pomembna nahajališča variscita so državi Utah, ZDA, Nemčiji, Avstraliji, Poljski, Španiji in Braziliji.

## Draguljarstvo
Variscit se uporablja kot poldrag kamen, večinoma v srebrarstvu namesto turkiza. Je bolj redek kot turkiz, vendar manj znan in dostopen in zato cenejši od turkiza.

## Galerija
- Plošča variscita, široka okoli 0,5 m, Nacionalni priorodoslovni muzej, Washington, D.C., ZDA
- Variscitno polnilo v razpokah skrilavca iz Queenslanda, Avstralija (velikost: 11 cm)
- Variscit draguljarske kakovosti iz Nevade
- Variscit z vključki krandalita, vdelan v srebrn obesek; Clay Canyon, Fairfield, Utah, ZDA